# Dorfkirche Basdorf

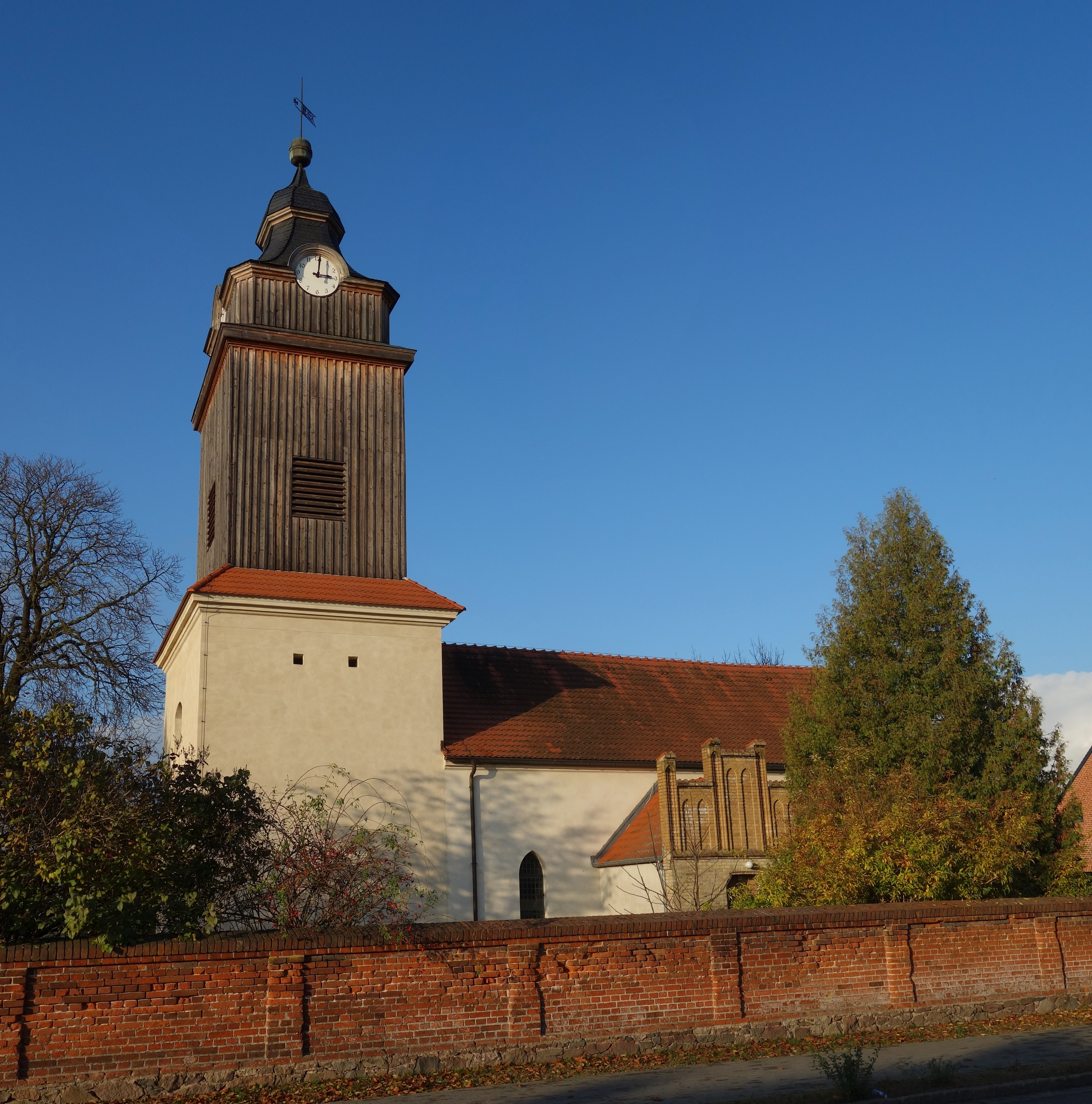
Dorfkirche Basdorf

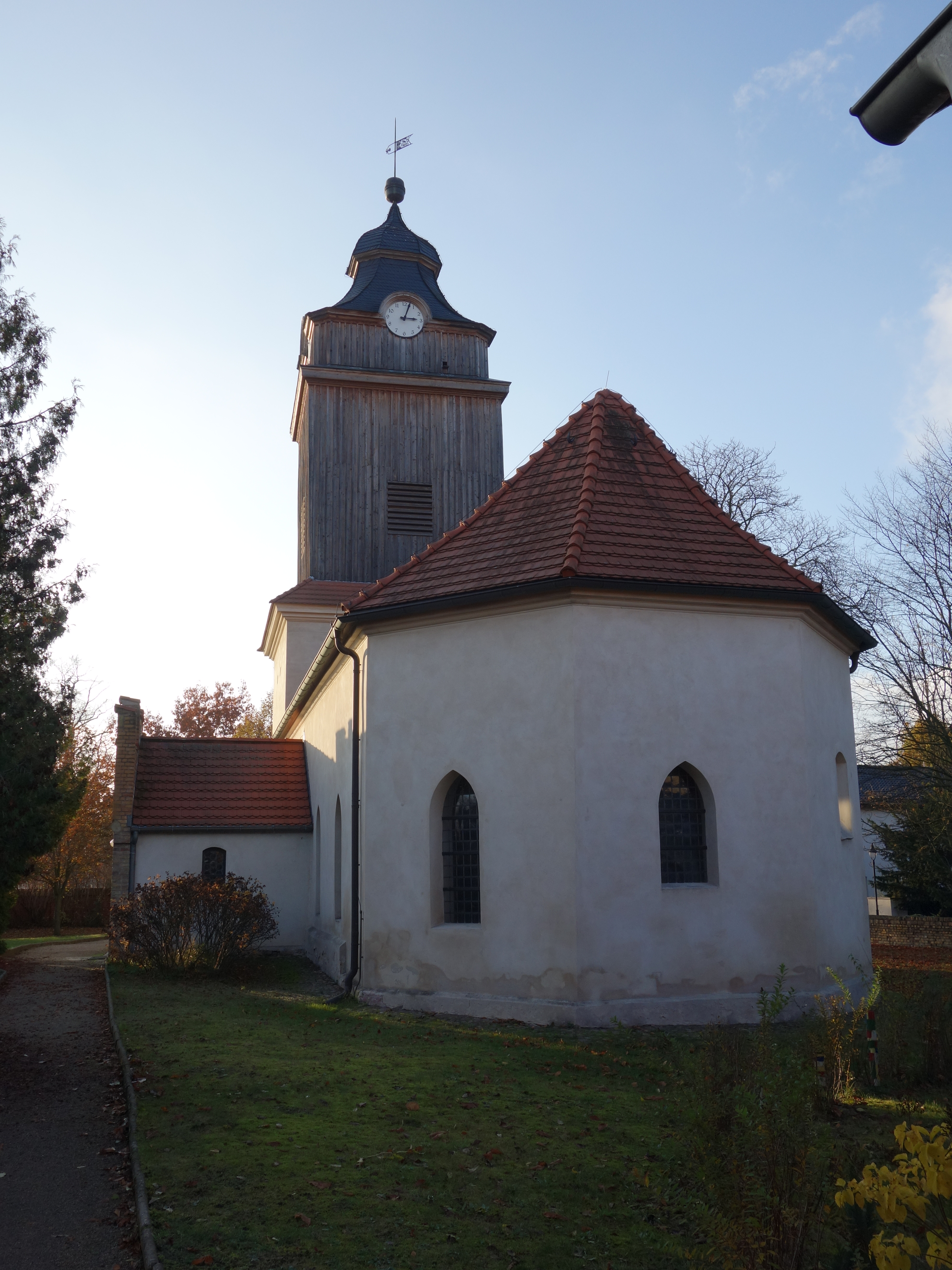
Ansicht von Osten

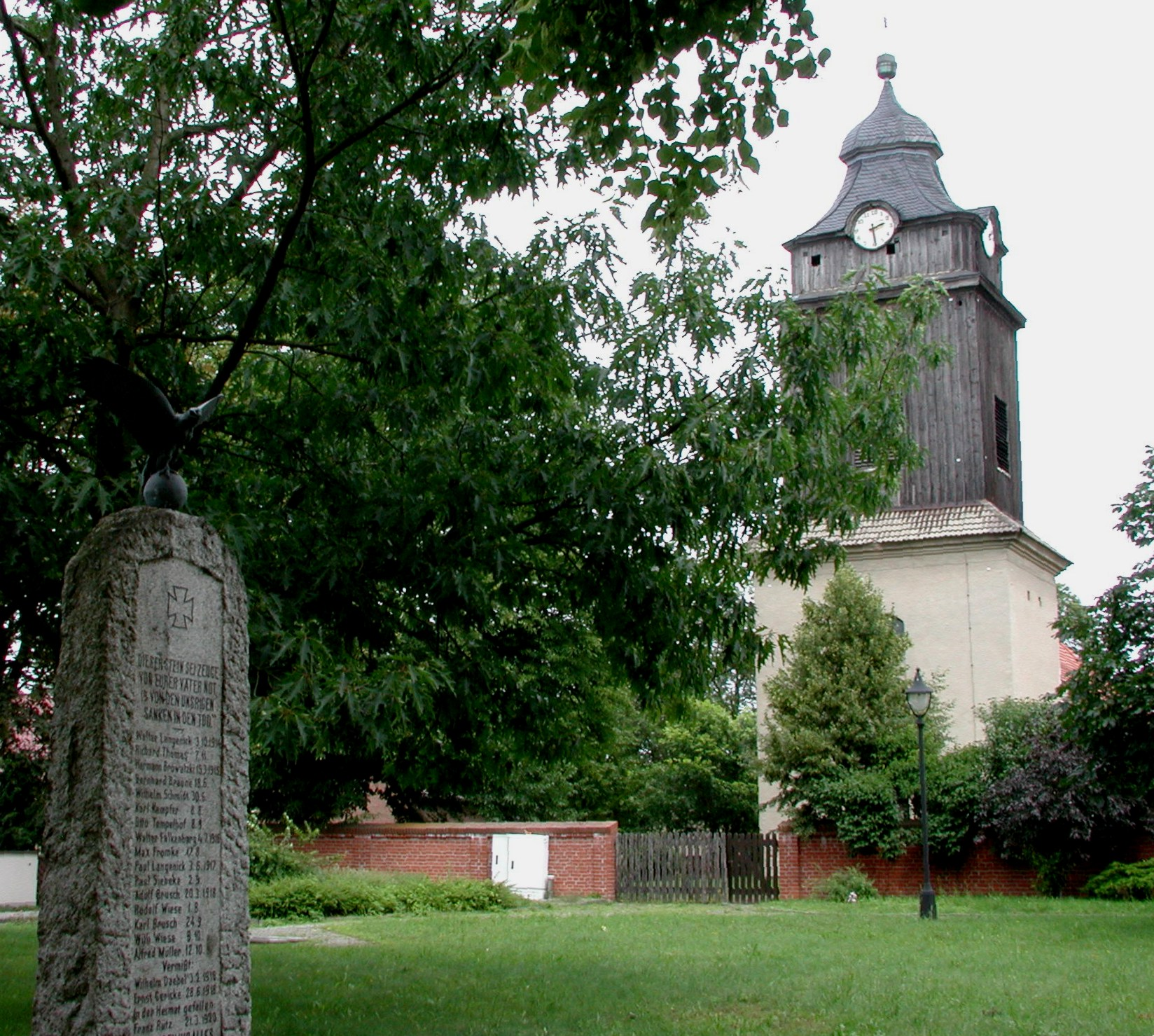
Ansicht von Westen

Die evangelische Dorfkirche Basdorf ist eine spätgotische Saalkirche im Ortsteil Basdorf von Wandlitz im Landkreis Barnim in Brandenburg. Sie gehört zum Kirchengemeindeverband Basdorf-Wandlitz-Zühlsdorf im Kirchenkreis Barnim der Evangelischen Kirche Berlin-Brandenburg-schlesische Oberlausitz und kann nach Anmeldung im Pfarramt besichtigt werden.

## Geschichte und Architektur
Die Dorfkirche ist ein verputzter Saalbau aus Mischmauerwerk aus dem 14. oder vom Anfang des 15. Jahrhunderts mit einem querrechteckigen Westturm und einem um 1480 nachträglich angefügten dreiseitigen Ostschluss. Der verbretterte Turmaufsatz mit geschweifter Haube wurde 1737 aufgesetzt. In den Jahren 1820 bis 1830 war der jüdische Regierungsbauinspektor und Architekt Salomo Sachs als Landbaubeamter, des vierten Baubezirks der königlich preußischen Regierung, für Basdorf in Bau- und Reparaturangelegenheiten, verantwortlich und erneuerte im Jahre 1825 den Turm der Dorfkirche.
Im Süden wurde im Jahr 1860 eine Vorhalle mit einem Stufengiebel aus gelbem Backstein nach einem Entwurf von Karl Friedrich Schinkel angebaut. Eine Restaurierung der Kirche erfolgte 1964, im Jahr 1994 wurde die Vorhalle restauriert. Schiff und Chor werden durch niedrige Spitzbogenfenster erhellt. In der Vorhalle ist ein spätgotisches Spitzbogenportal mit dreifach gestuftem Backsteingewände erhalten. Das Innere ist durch vier ineinander übergehende, reich gestaltete Sterngewölbe auf Birnstabrippen aus der Zeit des Choranbaus geprägt; die Fenster der älteren Langseiten sind ohne Beziehung zu den Gewölbejochen angeordnet. Im Chor ist eine Sakramentsnische mit krabbenbesetzter Wimpergrahmung, in der Nordwand ein vermauertes spätgotisches Portal eingebaut.

## Ausstattung
Der hölzerne Altaraufsatz von 1707 ist mit einem ovalen Abendmahlgemälde von Chr. Krueger in reich geschnitztem Akanthusrahmen versehen und zeigt darüber Putten mit einer Inschriftkartusche und dem Bibelspruch 1 Kor 11,28 . Die hölzerne Kanzel von 1690 ist mit gewundenen Ecksäulchen und Moses als Trägerfigur ausgestattet; sie ist stilistisch der Kanzel des Altars in Wensickendorf verwandt. Ein neugotischer Taufständer aus Tonguss stammt aus der zweiten Hälfte des 19. Jahrhunderts. Der zehnarmige Messingkronleuchter aus dem Jahr 1707 ist mit einem Hirschgeweih verbunden. Ein Bronzerelief mit der Darstellung der Kreuztragung ist ein Abguss eines Reliefs der Bronzetür des Westportals von San Zeno in Verona.
Die Taufschale aus Messing wurde um 1700 geschaffen. Ein silbervergoldeter Kelch mit Patene stammt aus dem Jahr 1717. Die Glocke wurde im Jahr 1826 von Ernst Ludwig Wilhelm Thiele aus Berlin gegossen.

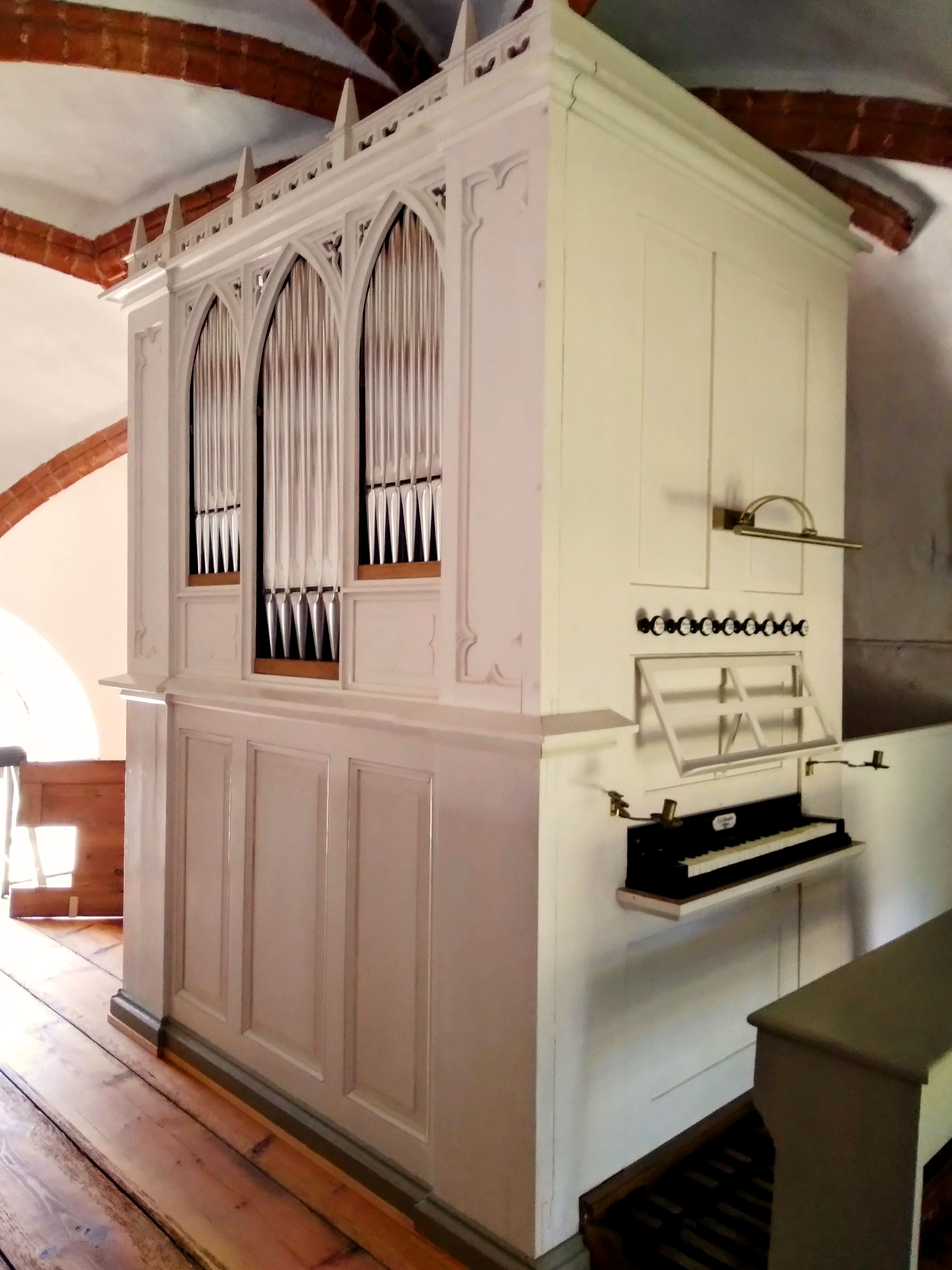
Die Lütkemüller-Orgel

Die Orgel ist ein Werk von Friedrich Hermann Lütkemüller aus dem Jahr 1896 mit sechs Registern auf einem Manual und mit angehängtem Pedal, das 1957 und 1992 überarbeitet wurde. Das Instrument ist mit Ausnahme der im Ersten Weltkrieg für Rüstungszwecke abgelieferten Prospektpfeifen weitgehend original erhalten. 2024 wurde die Orgel durch die Werkstatt Mecklenburger Orgelbau restauriert.